# Liste bekannter Medizinhistoriker
Die Liste bekannter Medizinhistoriker erfasst habilitierte oder anderweitig ausgewiesene Vertreter der Medizingeschichte sowie Pharmaziehistoriker. Dabei handelt es sich meist um Ärzte, Philosophen, Altphilologen, Arabisten, Sinologen, Historiker und Wissenschaftshistoriker. Häufig verfügen Medizinhistoriker auch über Mehrfachqualifikationen. Die Liste weist die einschlägige(n) Grundqualifikation(en) aus, insofern mindestens ein Hauptfachstudium durch ein Examen abgeschlossen wurde.

## Liste

### A
- Horst Rudolf Abe (1927–2006), deutscher Historiker
- Karlhans Abel (1919–1998), deutscher Altphilologe
- Johann Daniel Achelis (1898–1963), deutscher Arzt (Physiologe)
- Erwin Heinz Ackerknecht (1906–1988), deutscher Arzt und Ethnologe
- Adam Ferdynand Adamowicz (1802–1881), polnischer Arzt (Anatom)
- Agustín Albarracín Teulon (1922–2001), spanischer Medizinhistoriker
- Franz Alexander (1891–1964), österreichisch-ungarischer Arzt und Psychoanalytiker
- Theodoor Jansson ab Almeloveen (1657–1712), niederländischer Arzt und Philologe
- Pierre Amalric (1923–1999), französischer Arzt (Augenheilkunde)
- Christian Andree (* 1938), deutscher Wissenschaftshistoriker und Philologe
- József Antall (1932–1993), ungarischer Historiker, Museologe und Bibliothekar
- David J. Apple (1941–2011), US-amerikanischer Arzt (Ophthalmologe)
- Walter Artelt (1906–1976), deutscher Arzt und Zahnarzt
- Bernhard Aschner (1883–1960), österreichischer Arzt (Physiologe)
- Ludwig Aschoff (1866–1942), deutscher Arzt (Pathologe)

### B
- Gerhard Baader (1928–2020), österreichischer Philologe und Medizinhistoriker
- Johann Hermann Baas (1838–1909), deutscher Arzt (Ophthalmologe) und Pionier der Phonometrie
- Karl Baas (1866–1944), deutscher Arzt (Ophthalmologe)
- Kurt Bardong (1908–1945), deutscher Altphilologe
- Eyvind Bastholm (1904–1989), dänischer Arzt
- Axel W. Bauer (* 1955), deutscher Arzt
- Evert Dirk Baumann (1883–1966), niederländischer Arzt
- Stanhope Bayne-Jones (1888–1970), US-amerikanischer Bakteriologe, Militärarzt und Medizinfunktionär
- Vladimir Bazala (1901–1987), kroatischer Arzt (Gynäkologe)
- Jost Benedum (1937–2003), deutscher Altphilologe
- Udo Benzenhöfer (1957–2021), deutscher Arzt und Germanist
- Alexander Berg (1911–?), deutscher Arzt
- Klaus Bergdolt (1947–2023), deutscher Arzt und Historiker
- Marcel H. Bickel (1927–2017), Schweizer Biochemiker und Pharmakologe
- Carl Binz (1832–1913), deutscher Arzt (Pharmakologe)
- Friedrich Bird (1791–1851), deutscher Arzt (Psychiater)
- William Black (1749–1829), britischer Arzt (Pharmakologe)
- Johanna Bleker (* 1940), deutsche Ärztin
- Friedrich Boerner (1723–1761), deutscher Arzt
- Józef Bogusz (1904–1993), polnischer Arzt (Chirurg) und Ethiker
- Valeriu Lucian Bologa (1892–1971), rumänischer Arzt und Naturwissenschaftler
- Christopher Booth (1924–2012), britischer Arzt (Gastroenterologe)
- Urs Boschung (* 1946), Schweizer Arzt
- Véronique Boudon-Millot (* 1962), französische Altphilologin
- Allan M. Brandt (* 1953), US-amerikanischer Historiker
- Eva Brinkschulte (* 1954), deutsche Historikerin
- Colin Fraser Brockington (1903–2004), britischer Arzt
- Christian Brockmann (* 1960), deutscher Altphilologe
- Kevin Brown (* 1961), britischer Historiker und medizinischer Archivar
- Walter von Brunn (1876–1952), deutscher Arzt (Chirurg)
- Conrad Brunner (1859–1927), Schweizer Arzt (Chirurg)
- Isabelle von Bueltzingsloewen (* 1964), französische Historikerin
- Heinrich Buess (1911–1984), Schweizer Arzt (Gynäkologe und Betriebsarzt)
- John C. Burnham (1929–2017), US-amerikanischer Historiker
- Reinhold Busch (* 1942), deutscher Arzt

### C
- Augustin Cabanès (1862–1928), französischer Medizinhistoriker
- Louis Florentin Calmeil (1798–1895), französischer Arzt (Psychiater)
- Arturo Castiglioni (1874–1953), italienisch-US-amerikanischer Medizinhistoriker
- Johann Ludwig Choulant (1791–1861), deutscher Arzt
- Hartmut Collmann (* 1942), deutscher Arzt (Neurochirurg)
- Flurin Condrau (* 1965), Schweizer Historiker
- Harold John Cook (* 1952), US-amerikanischer Medizinhistoriker
- William Sidney Charles Copeman (1900–1970), britischer Arzt (Rheumatologe)
- Mustafa Engin Çoruh, Zahnmediziner
- William C. Crossgrove (1938–2018), US-amerikanischer Germanist und Literaturwissenschaftler
- Andrew Cunningham (* 1945), US-amerikanischer Medizinhistoriker

### D
- Charles Daremberg (1817–1872), französischer Arzt und Altphilologe
- Véronique Dasen (* 1957), Schweizer Klassische Archäologin und Historikerin (Alte Geschichte)
- Heinz David (1931–2019), deutscher Arzt (Pathologe)
- Franz Daxecker (* 1945), österreichischer Arzt (Augenarzt) und Wissenschaftshistoriker
- Hannelore Dege (* 1937), deutsche Ärztin (Anästhesistin)
- Karl Deichgräber (1903–1984), deutscher Altphilologe
- Phillip DeLacy (1913–2006), US-amerikanischer Altphilologe
- Salvatore De Renzi (1800–1872), italienischer Arzt
- Jean Eugène Dezeimeris (1799–1852), französischer Landwirt und medizinischer Bibliothekar
- Klemens Dieckhöfer (* 1938), deutscher Philologe, Neurologe, Psychiater und Psychotherapeut
- Paul Diepgen (1878–1966), deutscher Arzt (Gynäkologe)
- Albert Dietrich (1912–2015), deutscher Arabist
- Friedrich Reinhold Dietz (1805–1836), deutscher Arzt, Krankenhausdirektor und Philologe
- Hans Diller (1905–1977), deutscher Altphilologe
- Susanne Doetz (* 1966), deutsche Universitätsmedizinerin
- Thomas Dormandy (1926–2013), britischer Arzt (klinischer Pathologe)
- Werner Dressendörfer (* in Bamberg), deutscher Apotheker, Pharmaziehistoriker und Bibliotheksassessor
- Frédéric Dubois d’Amiens (1799–1873), französischer Arzt
- Barbara Duden (* 1942), deutsche Historikerin und Soziologin

### E
- Wolfgang U. Eckart (1952–2021), deutscher Arzt
- Ludwig Edelstein (1902–1965), deutsch-amerikanischer Altphilologe
- Philip van der Eijk (* 1962), niederländischer Altphilologe
- Gerhard Eis (1908–1982), deutscher germanistischer Mediävist
- Cyril Elgood (1893–1970), britischer Arzt
- Henri F. Ellenberger (1905–1993), kanadischer Arzt (Psychiater) und Psychoanalytiker
- Alexander Baron Engelhardt (1885–1960), deutscher Arzt
- Dietrich von Engelhardt (1941–2025), deutscher Philosoph
- Ludwig Englert (1903–1981), deutscher Arzt und Klassischer Philologe
- Hans-Heinz Eulner (1925–1980), deutscher Arzt
- John M. Eyler (* ), US-amerikanischer Medizinhistoriker

### F
- Friedrich Falk (1840–1893), deutscher Arzt (Rechtsmediziner)
- Adolf Faller (1913–1989), Schweizer Arzt (Anatom)
- Heiner Fangerau (* 1972), deutscher Arzt und Medizinethiker
- Heinz Faulstich (1927–2014), deutscher Arzt (Psychiater)
- Oswald Feis (1866–1940), deutscher Arzt (Gynäkologe)
- Gerhard Fichtner (1932–2012), deutscher Arzt
- Hans Fischer (1892–1976), Schweizer Arzt (Pharmakologe)
- Isidor Fischer (1868–1943),  österreichischer Arzt (Gynäkologe)
- Klaus-Dietrich Fischer (* 1948), deutscher Altphilologe
- Renate Fischer (1930–2008), deutsche (Schauspielerin und) Historikerin
- Esther Fischer-Homberger (1940–2019), Schweizer Ärztin (Psychiaterin)
- Hellmut Flashar (1929–2022), deutscher Altphilologe
- Ulrich Fleischer (1910–1978), deutscher Altphilologe
- Ralf Forsbach (* 1965), deutscher Historiker (Neuere und Neueste Geschichte)
- Fujikawa Yū (1865–1940), japanischer Arzt
- John Farquhar Fulton (1899–1960), US-amerikanischer Arzt (Neurophysiologe)

### G
- Hans Gärtner (1934–2014), deutscher Altphilologe
- Ivan Garofalo (* 1948), italienischer Altphilologe
- Fielding Hudson Garrison (1870–1935), US-amerikanischer medizinischer Bibliothekar
- Antonio Garzya (1927–2012), italienischer Altphilologe und Byzantinist
- Werner E. Gerabek (* 1952), deutscher Medizinhistoriker, Philologe und Verlagsleiter
- Stephanos Geroulanos (* 1940), griechischer Chirurg
- Armin Geus (* 1937), deutscher Zoologe
- Norman Gevitz (* 1948), US-amerikanischer Medizinhistoriker
- Davide Giordano (1864–1954), italienischer Chirurg
- Konrad Goehl (* 1938), deutscher Altphilologe
- Andreas Ottomar Goelicke (1671–1744), deutscher Arzt
- Edgar Goldschmid (1881–1957), deutscher Pathologe
- Hans Gossen (1884–1946), deutscher Altphilologe
- Edvard Gotfredsen (1899–1963), dänischer Medizinhistoriker
- Bernward Josef Gottlieb (1910–2008), deutscher Arzt
- Danielle Gourevitch (1941–2021), französische Altphilologin
- Christoph Gradmann (* 1960), deutscher Historiker
- Jonas Graetzer (1806–1889), deutscher Arzt
- Günter Grau (* 1940), deutscher Psychologe und Sexualwissenschaftler
- Hermann Grensemann (1932–2015), deutscher Altphilologe
- Isabel Grimm-Stadelmann (* 1969), deutsche Byzantinistin
- Mirko Grmek (1924–2000), kroatisch-französischer Arzt
- Dominik Groß (* 1964), deutscher Arzt, Zahnarzt und Historiker
- Georg Benno Gruber (1884–1977), deutscher Pathologe
- Alberto Alonso Guardo (* 20. Jh.), spanischer Philologe (Latein)
- Martin Gumpert (1897–1955), deutsch-US-amerikanischer Arzt und Schriftsteller
- Beate Gundert (* 1949), deutsche Altphilologin
- Mukkader Gün, türkische Medizinhistorikerin
- Eduard Gusbeth (1839–1921), Siebenbürger Arzt
- Douglas James Guthrie (1885–1975), britischer Arzt
- Romuald Wiesław Gutt (1921–1988), polnischer Internist

### H
- Wilhelm Haberling (1871–1940), deutscher Arzt
- Christa Habrich (1940–2013), deutsche Pharmazeutin
- Heinrich Haeser (1811–1885), deutscher Pathologe
- Robert James Hankinson (* 1957), britischer Philosophiehistoriker
- Georg Harig (1935–1989), deutscher Arzt
- Sami K. Hamarneh (1925–2010), arabisch-US-amerikanischer Autor
- Philipp Jakob Hartmann (1648–1707), deutscher Arzt und Historiker
- Martha Haussperger (1925–2013), deutsche Internistin und Altorientalistin
- Justus Friedrich Karl Hecker (1795–1850), deutscher Arzt
- Günter Heidel (1942–2013), deutscher Arzt
- Edith Heischkel-Artelt (1906–1987), deutsche Ärztin
- Friedrich Christian Helfreich (1842–1927), deutscher Augenarzt
- Jürgen Helfricht (* 1963), deutscher Journalist und Publizist
- Georg Helmreich (1849–1921), deutscher Altphilologe
- August Wilhelm Henschel (1790–1856), deutscher Biologe (Botaniker)
- Friedrich von Herrenschwand (1881–1959), österreichischer Ophthalmologe
- Robert Herrlinger (1914–1968), deutscher Anatom
- Rudolf Herzog (1871–1953), deutscher Altphilologe und Klassischer Archäologe
- Volker Hess (* 1962), deutscher Mediziner
- Erich Hintzsche (1900–1975), Schweizer Anatom
- August Hirsch (1817–1894), deutscher Arzt
- Julius Hirschberg (1843–1925), deutscher Augenarzt
- Bernhard Hirschel (1815–1874), deutscher Arzt und Homöopath
- Walter Hoffmann-Axthelm (1908–2001), deutscher Facharzt für Mund-, Kiefer- und Gesichtschirurgie
- Bernd Holdorff (* 1938), deutscher Neurologe
- Michael Holler (1932–1996), deutscher Nervenarzt
- Karl Holubar (1936–2013), österreichischer Dermatologe
- Georg Honigmann (1863–1930), deutscher Arzt (Innere Medizin und Nervenheilkunde)
- Brigitte Hoppe (* 1935), Wissenschaftshistorikerin
- Gregory Horsley (* 20. Jh.), australischer Altphilologe und Althistoriker
- Manfred Horstmanshoff (* 1944), niederländischer Althistoriker
- Michael Hubenstorf (* 1954), österreichischer Soziologe
- Peter Hucklenbroich (* 1949), deutscher Arzt
- Franz Hübotter (1881–1967), deutscher Arzt und Sinologe
- Friedrich Wilhelm Tobias Hunger (1874–1952), niederländischer Botaniker
- Arnold Huttmann (1912–1997), Siebenbürger Kardiologe

### I
- Ibn Abī Usaibiʿa († 1270), syrischer Arzt
- Sibylle Ihm (* 1965), deutsche Altphilologin
- Johannes Ilberg (1860–1930), deutscher Altphilologe
- Dieter Irmer (* 1935), deutscher Altphilologe
- Stephen d’Irsay (1894–1934), ungarischer Arzt (Kardiologe)

### J
- Ferdinand Jahn (1804–1859), deutscher Arzt
- Kay Peter Jankrift (* 1966), deutscher Historiker (Mittelalter)
- Marlene Jantsch (1917–1994), österreichische Ärztin
- Antoine Édouard Jeanselme (1858–1935), französischer Arzt (Dermatologe)
- Ludmilla Jordanova (* 1949), britische Historikerin (Kunst- und Kulturgeschichte)
- Jacques Jouanna (* 1935), französischer Altphilologe
- Robert Jütte (* 1954), deutscher Historiker
- Anton Johann Jungmann (1775–1854), böhmischer Arzt (Geburtshelfer)

### K
- Axel Karenberg (* 1957), deutscher Arzt (Nervenarzt)
- Bernt Karger-Decker (1912–2008), deutscher Redakteur und Schriftsteller
- Gundolf Keil (* 1934), deutscher Germanist und Altphilologe
- Dieter Kerner (1923–1981), deutscher Arzt (Internist) und Musikhistoriker
- Jürgen Kiefer (1954–2018), deutscher Wissenschaftshistoriker
- Helen King (* 1957), britische Althistorikerin
- Arnold C. Klebs (1870–1943), Schweizerisch-US-amerikanischer Arzt
- Jennifer Klein (* 1967), US-amerikanische Historikerin
- Volker Klimpel (1941), deutscher Arzt (Chirurg)
- Michael Knipper (* 1967), deutscher Arzt
- Rudolf Kobert (1854–1918), deutscher Arzt (Pharmakologe)
- Richard Koch (1882–1949), deutscher Arzt (Internist)
- Franz Köcher (1916–2002), deutscher Altorientalist
- Huldrych M. Koelbing (1923–2007), Schweizer Arzt (Ophthalmologe)
- Jutta Kollesch (* 1933), deutsche Altphilologin
- Kamal Sabri Kolta (1930–2023), ägyptischer Ägyptologe
- Christoph Kopke (1967), deutscher Politikwissenschaftler
- Ludwig Kotelmann (1839–1908), deutscher Arzt (Ophthalmologe) und evangelischer Theologe
- Antje Krug (* 1940), deutsche Klassische Archäologin
- Fridolf Kudlien (1928–2008), deutscher Altphilologe
- Joseph-Hans Kühn (1911–1994), deutscher Altphilologe
- Karl Gottlob Kühn (1754–1840), deutscher Arzt
- Werner F. Kümmel (1936–2025), deutscher Historiker und Musikwissenschaftler
- Ernst Künzl (* 1939), deutscher Klassischer Archäologe
- Kuriyama Shigehisa (* 1954), japanischer Japanologe und Wissenschaftshistoriker

### L
- Alfons Labisch (* 1946), deutscher Historiker, Soziologe und Arzt
- Pedro Laín Entralgo (1908–2001), spanischer Arzt und Schriftsteller
- Alessandro Lami (1949–2015), italienischer Altphilologe
- Hans-Uwe Lammel (* 1952), deutscher Arzt und Historiker
- Volker Langholf (* 1940), deutscher Altphilologe
- David R. Langslow (* 20. Jh.), britischer Altphilologe
- Chauncey Depew Leake (1896–1978), US-amerikanischer Pharmakologe und Philosoph
- Evert Cornelis van Leersum (1862–1938), niederländischer Medizinhistoriker
- Werner Leibbrand (1896–1974), deutscher Arzt (Psychiater)
- Annemarie Leibbrand-Wettley (1913–1996), deutsche Ärztin (Psychiaterin) und Sexualwissenschaftlerin
- Fritz Lejeune (1892–1966), deutscher Arzt und Zahnarzt
- Erna Lesky (1911–1986), österreichische Altphilologin
- Karl-Heinz Leven (* 1959), deutscher Mediziner und Altphilologe
- David Lichtenhahn (ca. 1657–1733), deutscher Arzt
- Charles Lichtenthaeler (1915–1993), Schweizer Arzt
- Eduard Liechtenhan (1891–1965), Schweizer Altphilologe und Gymnasiallehrer
- Georg Lilienthal (* 1948), deutscher Historiker
- Mary Lindemann (* 1949), US-amerikanische Historikerin
- Émile Littré (1801–1881), französischer Altphilologe
- Geoffrey Lloyd (* 1933), britischer Altphilologe und Wissenschaftshistoriker
- Zvi Lothane (* 1934), US-amerikanischer Arzt (Psychiater) und Psychoanalytiker
- Zacutus Lusitanus (1575–1642), portugiesisch-holländischer Arzt

### M
- Matthias Macher (1793–1876), österreichischer Arzt
- Hugo Magnus (1842–1907), deutscher Arzt (Ophthalmologe)
- Brigitte Maire (* 1967), Schweizer Altphilologin
- Nikolaus Mani (1920–2001), Schweizer Arzt
- Tadeusz Marcinkowski (1917–2011), polnischer Arzt (Rechtsmediziner)
- Spyros Marketos  (1931–2012), griechischer Nephrologe
- Christoph Martin (1874–1958), chilenischer Arzt (praktischer Arzt)
- Karl Friedrich Heinrich Marx (1796–1877), deutscher Arzt
- Jos Massard (* 1944), Luxemburger Biologe
- Johannes Gottfried Mayer (1953–2019), deutscher Literaturhistoriker
- Christine Mayer-Nicolai (* 1967), Apothekerin
- Michael McVaugh (* 1938), US-amerikanischer Historiker
- Gert Mellbourn (1912–1983), schwedischer Germanist
- Andreas Mettenleiter (* 1968), deutscher Arzt
- Johannes Mewaldt (1880–1964), deutscher Altphilologe
- Marta Meyer-Salzmann (1913–2006), Schweizer Autorin
- Theodor Meyer-Steineg (1873–1936), deutscher Arzt (Ophthalmologe) und Jurist
- Max Meyerhof (1874–1945), deutscher Arzt (Ophthalmologe)
- Wolfgang Michel (* 1946), deutscher Japanologe
- Markwart Michler (1923–2001), deutscher Arzt (Chirurg und Orthopäde)
- Florian G. Mildenberger (* 1973), deutscher Historiker
- Wyndham D. Miles (1916–2011), US-amerikanischer Chemiker und Chemiehistoriker
- Bernhard Milt (1896–1956), Schweizer Arzt (Internist)
- Christoph Mörgeli (* 1960), Schweizer Historiker (und Politiker)
- David Macbeth Moir (1798–1851), britischer Arzt und Schriftsteller
- Johann Christoph Albert Moll (1817–1895), deutscher Arzt
- Norman Moore (1847–1922), britischer Arzt
- Philippe Mudry (* 1939), Schweizer Altphilologe
- Martin Müller (1878–1960), deutscher Philologe, Arzt und Hochschullehrer
- Reinhold F. G. Müller (1882–1966), deutscher Indologe
- Walter Müri (1899–1968), Schweizer Altphilologe
- Axel Hinrich Murken (* 1937), deutscher Arzt und Kunsthistoriker

### N
- Rainer Nabielek (1944–2021), deutscher Altphilologe und Sexualwissenschaftler
- Karl Neubert (1799–1845), deutscher Arzt
- Max Neuburger (1868–1955), österreichischer Arzt
- Hans-Joachim Neumann (1939–2014), deutscher Arzt und Zahnarzt (Mund-, Kiefer- und Gesichtschirurg)
- Josef Neumann (* 1945), deutscher Medizinhistoriker
- Diethard Nickel (1939–2023), deutscher Altphilologe
- Hartmut Nöldeke (1926–2013), deutscher Arzt und Sanitätsoffizier
- Karen Nolte (* 1967), deutsche Medizinhistorikerin
- Heinz-Werner Nörenberg (* 1940), deutscher Altphilologe
- Leo Norpoth (1901–1973), deutscher Arzt (Internist)
- Sherwin B. Nuland (1930–2014), US-amerikanischer Arzt (Chirurg)
- Vivian Nutton (* 1943), britischer Altphilologe

### O
- Alf Önnerfors (1925–2019), schwedischer mittellateinischer Philologe
- William Osler (1849–1919), kanadischer Mediziner (Physiologe)
- Philipp Osten (* 1970), deutscher Arzt
- Oliver Overwien (* 1971), deutscher Gräzist

### P
- Julius Pagel (1851–1912), deutscher Arzt
- Walter Pagel (1898–1983), deutsch-britischer Arzt (Pathologe)
- Katharine Park (* 1950), US-amerikanische Wissenschaftshistorikerin
- Joseph Marie Jules Parrot (1829–1883), französischer Kinderarzt
- Norbert W. Paul (* 1964), deutscher Historiker und Medizinethiker
- Joseph Frank Payne (1840–1910), britischer Arzt
- Lorenzo Perilli (* 1964), italienischer Altphilologe
- Arnold Pfister (1901–1966), Schweizer Medizin- und Kunsthistoriker
- Gerhard Pfohl (1929–2016), deutscher Altphilologe und Epigraphiker
- Friedrich Pick (1867–1926), böhmischer Arzt (Internist, Oto-Rhino-Laryngologe)
- John Pickstone (1944–2014), britischer Wissenschaftshistoriker
- Jackie Pigeaud (1937–2016), französischer Altphilologe
- Ivan Pintar (1888–1963), slowenischer Arzt (Gynäkologe)
- Peter E. Pormann (* 1971), deutscher Klassischer Philologe und Graeco-Arabist
- Roy Porter (1946–2002), britischer Historiker (Wissenschaftshistoriker)
- Paul Potter (* 1944), US-amerikanischer Arzt und Gräzist
- Gert Preiser (* 1928), deutscher Altphilologe
- Loris Premuda (1917–2012), italienischer Arzt
- Christian Probst (1935–1994), deutscher Arzt und Historiker
- Johann Karl Proksch (1840–1923), österreichischer Chirurg, praktischer Arzt und Venerologe
- Curt Proskauer (1887–1972), deutscher Zahnarzt
- Christian Pross (* 1948), deutscher Arzt und Psychotherapeut
- Francesco Puccinotti (1794–1872), italienischer Arzt (Pathologe)
- Erich Püschel (1904–1991), deutscher Kinderarzt
- Theodor Puschmann (1844–1899), deutscher Arzt (Allgemeinmedizin)
- Marielene Putscher (1919–1997), deutsche Medizinhistorikerin

### Q
- Ernst Anton Quitzmann (1809–1879), deutscher Arzt und Reiseschriftsteller

### R
- Gernot Rath (1919–1967), deutscher Medizinhistoriker
- John Rathbone Oliver (1872–1943), US-amerikanischer Arzt (Psychiater)
- Hans Reddemann (* 1934), deutscher Arzt (Kinderarzt, Hämatologe und Onkologe)
- Hans Remky (1921–2010), deutscher Augenarzt
- Paul Caesar Richter (1865–1938), deutscher Hautarzt
- John M. Riddle (* 1937), US-amerikanischer Historiker
- Walther Riese (1890–1976), deutsch-amerikanischer Arzt (Psychiater)
- Peter Riethe (1921–2020), deutscher Zahnarzt
- Ortrun Riha (* 1959), deutsche Ärztin und Germanistin
- Guenter B. Risse (* 1932), US-amerikanischer Arzt (Internist), Ägyptologe und Historiker
- Iris Ritzmann (* 1962), Schweizer Ärztin und Historikerin
- Victor Robinson (1886–1947), US-amerikanischer Arzt und Pharmazeut
- Volker Roelcke (* 1958), deutscher Arzt (Psychiater und Neurologe), Ethnologe und Philosoph
- Milton I. Roemer (1916–2001), US-amerikanischer Sozialmediziner
- Eran Rolnik (* 1965), israelischer Arzt (Psychiater) und Psychoanalytiker
- Theodor Georg August Roose (1771–1803), deutscher Anatom, Physiologe und Gerichtsmediziner
- George Rosen (1910–1977), US-amerikanischer Arzt
- Charles Rosenberg (* 1936), US-amerikanischer Wissenschaftshistoriker
- Georg Alexander Rost (1877–1970), deutscher Arzt (Dermatologe)
- Moritz Roth (1839–1914), Schweizer Arzt (Pathologe)
- Karl Eduard Rothschuh (1908–1984), deutscher Arzt (Herzphysiologe)
- George Rousseau (* 1941), US-amerikanischer Kulturhistoriker
- Ruan Fangfu, chinesischer Arzt und Sexualwissenschaftler
- Otto Rudl (1870–1951), österreichischer Arzt
- Thomas Rütten (* 1960), deutscher Arzt (und literarischer Übersetzer)
- Beat Rüttimann (1945–2025), Schweizer Arzt (Orthopädische Chirurgie)
- Marion Maria Ruisinger (* 1963), deutsche Ärztin (Allgemeinmedizin und Naturheilverfahren)

### S
- Christine F. Salazar (1953–2021), österreichische Medizinhistorikerin
- Kai Sammet (* 1960), deutscher Arzt
- John Scarborough (1940–2022), US-amerikanischer Zoologe, Byzantinist und Althistoriker
- Hans Schadewaldt (1923–2009), deutscher Arzt
- Daniel Schäfer (* 1964), deutscher Arzt und Germanist
- Udo Schagen (* 1939), deutscher Arzt
- Anton Schaller (1933–2018), österreichischer Gynäkologe
- Heinrich Schipperges (1918–2003), Neurologe, Psychiater und Philosoph
- Heinrich Schlange-Schöningen (* 1960), deutscher Althistoriker
- Thomas Schlich (* 1962), deutscher Arzt
- Magnus Schmid (1918–1977), deutscher Arzt
- Josef Maximilian Schmidt (* 1954), deutscher Arzt und Philosoph
- Volkmar Schmidt (1933–1998), deutscher Altphilologe
- Heinz-Peter Schmiedebach (* 1952), deutscher Arzt
- Wolfram Schmitt (* 1939), deutscher Germanist, Neurologe und Psychiater sowie Psychotherapeut
- Egon Schmitz-Cliever (1913–1975), deutscher Arzt
- Thomas Schnalke (* 1958), deutscher Arzt
- Hansjörg Schneble (* 1941), deutscher Arzt (Neuropädiater und Epileptologe)
- Peter Schneck (1936–2018), deutscher Arzt (Gynäkologe und Geburtshelfer)
- Bernhard Schnell (* 1942), deutscher Literaturwissenschaftler
- Hermann Schöne (1870–1941), deutscher Altphilologe
- Walther Schönfeld (1888–1977), deutscher Arzt (Dermatologe)
- Heinz Schott (* 1946), deutscher Arzt und Philosoph
- Heinrich Otto Schröder (1906–1987), deutscher Altphilologe
- Charlotte Schubert (* 1955), Historikerin (Alte Geschichte)
- Konrad Schubring (1911–1966), Altphilologe und Epigraphiker
- Dirk Schultheiss (* 1966), deutscher Arzt (Urologe)
- Emil Schultheisz (1923–2014), ungarischer Arzt und Politiker
- Christian Schulze (* 1970), deutscher Altphilologe und Biologe
- Ignaz Schwarz (1867–1925), österreichischer Arzt und Antiquar
- Doris Luise Schwarzmann-Schafhauser (* 20. Jh.), deutsche Ärztin und Psychotherapeutin
- Ernst Schweninger (1850–1924), deutscher Arzt (Pathologe)
- Rebecca Schwoch (* 1963), deutsche Medizinhistorikerin
- Christian Schwokowski (* 1941), deutscher Arzt (Viszeralchirurg)
- Eduard Seidler (1929–2020), deutscher Arzt (Pädiater)
- Romeo Seligmann (1808–1892), österreichischer Arzt
- Sydney Selwyn (1934–1996), britischer Arzt
- Edward Shorter (* 1941), kanadischer Historiker
- Richard Harrison Shryock (1893–1972), US-amerikanischer Historiker und Pädagoge
- Shifra Shvarts (* 1949), israelische Historikerin
- Helmut Siefert (1939–2012), deutscher Arzt
- Rudolph E. Siegel (1900–1975), US-amerikanischer Arzt
- Henry E. Sigerist (1891–1957), Schweizer Arzt
- Hans H. Simmer (1926–2006), deutscher Arzt (Gynäkologe)
- Charles Singer (1876–1960), britischer Arzt und Zoologe
- Dorothea Waley Singer (1882–1964), britische Historikerin (Wissenschaftsgeschichte, Mittelalter)
- Nancy Siraisi (* 1932), US-amerikanische Historikerin (Wissenschaftshistorikerin)
- Kurt Sprengel (1766–1833), deutscher Mediziner, Pathologe und Botaniker
- Heinrich von Staden (* 1939), deutsch-US-amerikanischer Altphilologe
- Hermann Stadler (1861–1921), deutscher Altphilologe und Wissenschaftshistoriker
- Frank W. Stahnisch (* 1968), deutsch-kanadischer Arzt, Medizin- und Wissenschaftshistoriker
- Jean Starobinski (1920–2019), Schweizer Arzt und Literaturwissenschaftler (Romanist)
- Florian Steger (* 1974), deutscher Altphilologe
- Hubert Steinke (* 1966), Schweizer Arzt und Historiker
- Johannes Steudel (1901–1973), deutscher Arzt und klassischer Archäologe
- Georg Sticker (1860–1960), deutscher Hygieniker und Seuchenforscher
- Michael Stolberg (* 1957), deutscher Arzt und Historiker
- Willy Georg Stoll (* 1932), Schweizer Arzt (Gynäkologe)
- Hedvig Lidforss Strömgren (1877–1967), dänische Zahnärztin und Medizinerin
- Gotthard Strohmaier (* 1934), deutscher Altphilologe und Arabist
- Manfred Stürzbecher (1928–2020), deutscher Arzt und Historiker
- Karl Sudhoff (1853–1938), deutscher Altphilologe

### T
- Joachim Telle (1939–2013), deutscher Altgermanist, Philologe und Wissenschaftshistoriker
- Owsei Temkin (1902–2002), deutsch-US-amerikanischer Altphilologe
- Arslan Terzioglu, türkisch: Arslan Terzioğlu (1937–2013), türkischer Architekt und Professor für Medizingeschichte
- Johann Gottlieb Thierfelder (1799–1867), deutscher Chirurg und praktischer Arzt
- Achim Thom (1935–2010), deutscher Philosoph
- Lynn Thorndike (1882–1965), US-amerikanischer Wissenschaftshistoriker
- Ulrich Tröhler (* 1943), Schweizer Mediziner
- Richard Toellner (1930–2019), deutscher Arzt
- Alain Touwaide (* 1953), belgischer Altphilologe und Orientalist
- Nelly Tsouyopoulos (1930–2005), britisch-deutsche Philosophin
- Dietrich Tutzke (1920–1999), deutscher Arzt

### U
- Bernhard Uehleke (* 1956), deutscher Arzt (Naturheilkunde, Phytotherapie)
- Julius Uffelmann (1837–1894), deutscher Arzt (Pädiater, Hygieniker)
- Paul Ulrich Unschuld (* 1943), deutscher Sinologe und Gesundheitswissenschaftler

### V
- Bruno Valentin (1885–1969), deutscher Orthopäde
- Leo Jules van de Wiele (1910–2004), niederländischer Apotheker
- Hendrik van den Bussche (1945–2023), deutsch-belgischer Arzt
- Christina Vanja (* 1952), deutsche Historikerin und Archivarin
- Mario Vegetti (1937–2018), italienischer Altphilologe (Gräzist)
- Ralf Vollmuth (* 1963), deutscher Zahnarzt und Sanitätsoffizier
- Peter Voswinckel (* 1951), deutscher Arzt

### W
- Leon Wachholz (1867–1942), polnischer Rechtsmediziner
- Hans H. Walser (1920–2022), Schweizer Arzt (Psychiater) und Psychoanalytiker
- Owen H. Wangensteen (1898–1981), US-amerikanischer Arzt (Chirurg)
- Carlos Watzka (* 1975), österreichischer Soziologe
- Paul Weindling (* 1953), britischer Historiker
- Christoph Weißer (* 1952), deutscher Arzt (Chirurg)
- Ursula Weisser (* 1948), deutsche Historikerin der Naturwissenschaften und Islamwissenschaftlerin
- Wilhelm Rudolf Weitenweber (1804–1870), böhmischer Arzt
- Max Wellmann (1863–1933), deutscher Altphilologe
- Klaus-Peter Wenzel (1936–2015), deutscher Arzt (Chirurg)
- Ernest Wickersheimer (1880–1965), elsässischer Arzt und Bibliothekar
- Claudia Wiesemann (* 1958), deutsche Ärztin und Medizinethikerin
- Urban Wiesing (* 1958), deutscher Arzt und Medizinethiker
- James Wilberding (* 20. Jh.), US-amerikanischer Philosoph
- Juliane C. Wilmanns (1945–2008), deutsche Historikerin (Alte Geschichte)
- Rolf Winau (1937–2006), deutscher Arzt und Historiker
- Otto Winkelmann (1931–2014), deutscher Arzt
- Johann Winter von Andernach (1505–1574), deutscher Arzt und Humanist
- Renate Wittern-Sterzel (* 1943), deutsche Altphilologin
- Roland Wittwer (* 20. Jh.), Schweizer Altphilologe
- Georg Wöhrle (* 1953), deutscher Altphilologe
- Walter Wreszinski (1880–1935), deutscher Ägyptologe
- Wilmer Cave Wright (1868–1951), US-amerikanische Altphilologin
- Carl Reinhold August Wunderlich (1815–1877), deutscher Arzt (Internist)
- Helmut Wyklicky (1921–2007), österreichischer Arzt (Internist)

### Z
- Thaddäus Zajaczkowski (1939–2023), polnisch-deutscher Arzt (Chirurg und Urologe)
- Gregory Zilboorg (1890–1959), russisch-US-amerikanischer Arzt (Psychiater)
- Volker Zimmermann (* 1944), deutscher Philologe